# Раменье (Дмитровский городской округ)
Раменье — деревня в Дмитровском районе Московской области, в составе сельского поселения Куликовское. Население — 168 чел. (2010).

## Расположение
Деревня расположена на северо-западе района, примерно в 27 км к северо-западу от Дмитрова, на одном из ручьёв бассейна реки Сестры, высота центра над уровнем моря 131 м. Ближайшие населённые пункты — Карамышево на юге, Борцово на востоке, Караваево на северо-востоке и Новое Село на севере.

## История
До 1979 года — центр Раменского сельсовета. В 1994—2006 годах Раменье входило в состав Зареченского сельского округа.

### Происшествия
26 апреля 2013 года произошёл пожар в психиатрической больнице № 14, в результате погибли 38 человек.

## Население
| 2002 | 2006 | 2010 |
| ---- | ---- | ---- |
| 154  | ↗158 | ↗168 |

## Достопримечательности
В деревне действует Вознесенская церковь 1842 года постройки.